# Christopher Hedberg
Christopher Per Rickardo "Totte" Hedberg, född 8 augusti 1992 i Karlstad, är en svensk handbollsspelare (högersexa).

## Karriär
Christopher Hedbergs moderklubb är IF Hellton, där han spelade fram tills att han började på handbollsgymnasiet i Alingsås, och då också började spela för Alingsås HK. Efter gymnasiet fick han kontrakt med HK Aranäs i Kungsbacka, som han spelade i fram till 2016. Han skrev då på för IFK Skövde. I Skövde blev Hedberg fort populär och en nyckelspelare i lagbygget.
2020 gick han till norska topplaget Elverum Håndball. Sedan 2023 spelar han för SL Benfica.